# Evaza gracilis
Evaza gracilis är en tvåvingeart som beskrevs av James 1969. Evaza gracilis ingår i släktet Evaza och familjen vapenflugor. Inga underarter finns listade i Catalogue of Life.